# 马晓磊 (官员)
马晓磊（1968年10月—），男，回族，山东济南人，中华人民共和国政治人物。毕业于山东工业大学和山东矿业学院。现任中共淄博市委书记。

## 生平
1968年10月，马晓磊出生在山东省济南市。1990年7月取得山东工业大学电子计算机工程系计算机及应用专业工学学士学位。1998年6月加入中国共产党。1999年6月取得山东矿业学院电气工程系计算机应用技术专业工学硕士学位。2003年6月至12月远赴美国中康涅狄格州立大学培训班学习。先后担任中共山东省委组织部办公室副主任、主任；干部三处处长，干部一处处长；组织部副巡视员、副部长。
2018年4月，马晓磊出任中共淄博市委副书记、张店区委书记、张店区委党校校长、淄博新城区开发建设办公室党组书记、淄博经济开发区党工委书记。2020年11月8日，山东淄博市第15届人民代表大会常务委员会第39次会议，任命马晓磊任淄博市人民政府副市长、代理市长，接替赴任山东省工业和信息化厅厅长的海田。2022年8月，任中共淄博市委书记。